# Новоромановка (Кировоградская область)
Новоромановка (укр. Новороманівка) — село в Субботцевской сельской общине Кропивницкого района Кировоградской области Украины.
До 2020 года входило в Знаменский район
Население по переписи 2001 года составляло 343 человека. Почтовый индекс — 27452. Телефонный код — 5233. Занимает площадь 1,109 км². Код КОАТУУ — 3522280802.